# Commando Leopard
 Commando Leopard  è un film italo-tedesco del 1985 diretto da Antonio Margheriti.

## Trama
Enrique Carrasco, detto il Leopardo, viene incaricato di aiutare i ribelli per opporsi al dittatore latinoamericano Silveira. Egli, infatti, crea un commando di uomini di guerra, che compiono serie di attentati e combattimenti per uccidere il dittatore. Rendendosi conto Silveira della forza del commando, inizia a creare trappole e sabotaggi per i soldati. Ma nonostante la perfidia di Silveira, Il ‘'Commando Leopard'’ riuscirà a ribaltare il governo del dittatore, perdendo tuttavia molte vite.

## Critica
Il film è nettamente criticato dal Morandini che dà alla pellicola soltanto una stella, dando un giudizio negativo: "Un tremendo e indigesto cocktail di Apocalypse Now, Salvador, Rambo e film di Chuck Norris, realizzato in economia autarchica (A. Dawson è Antonio Margheriti) con effetti speciali al limite del ridicolo".

## Divieti
Il film fu vietato ai minori di 16 anni in Germania e in Norvegia, in Gran Bretagna ai minori di 15 anni e in Portogallo ai minori di 12 anni. In Italia circola una copia di VHS del lungometraggio ma senza alcun divieto.